# .la
.la — в Інтернеті, національний домен верхнього рівня (ccTLD) для Лаосу.
2 січня 2001 року уряд Лаосу продав права на домен місту Лос-Анджелес.

## Домени 2-го та 3-го рівнів
В цьому національному домені нараховується близько 1,390,000 вебсторінок (станом на січень 2007 року).
У наш час використовуються та приймають реєстрації доменів 3-го рівня такі доменні суфікси (відповідно, існують такі домени 2-го рівня):
| Суфікс  | Регламентовані користувачі                                            |
| .ac.la  | Наукові та дослідницькі установи, коледжі, університети або інститути |
| .com.la | Комерційні установи, корпорації                                       |
| .edu.la | Наукові та дослідницькі установи, коледжі, університети або інститути |
| .gov.la | Державні та урядові установи                                          |
| .org.la | Неприбуткові, неурядові організації                                   |